# Luxeed R7
Luxeed R7 – elektryczny samochód osobowy typu SUV klasy wyższej produkowany pod chińską marką Luxeed od 2024 roku.

## Historia i opis modelu

Luxeed R7 - tył

Niespełna rok po inauguracji nowej marki Luxeed od HIMA, motoryzacyjnego oddziału technologicznego giganta Huawei, w czerwcu 2024 przedstawiono drugi model uzupełniający portfolio dotychczas tworzone przez dużą, wyższej klasy limuzynę S7. Luxeed R7 przyjął postać dużego SUV-a Coupe, który w obszernym zakresie odtworzył cechy stylistyczne pierwszego produktu chińskiej marki. Masywne nadwozie zyskało obłe nadkola, łagodnie opadającą linię dachu z wyraźnie zaznaczoną linią tylnego spojlera, a także dużą, szeroką blendę świetlną łączącą owalne klosze. Pas przedni zdominowały obszerne, ścięte u dolnej krawędzi reflektory, a innym charakterystycznym detalem zostały chowane klamki, segment radaru przy krawędzi przedniej szyby i przeszklony dach.
Kabina pasażerska utrzymana została w jasnej tonacji, z charakterystycznym owalnym kołem kierownicy i wysuniętymi ku szybie, wysoko osadzonym cyfrowym zegarom o przekątnej 12,3 cala. W centralnym punkcie deski rozdzielczej znalazł się dotykowy ekran centrum multimedialnego o przekątnej 15,6 cala, opierając się na systemie Huawei HarmonyOS i współpracująz z systemem nagłośnieniowym Huawei Sound.

### Sprzedaż
Luxeed R7 został zbudowany z myślą o rodzimym rynku chińskim, trafiając do dystrybucji m.in. za pomocą wspólnych salonów sprzedaży HIMA wraz z innymi markami sojuszu. Sprzedaż elektrycznego SUV-a oficjalnie rozpoczęła się we wrześniu 2024 roku, w ciągu pierwszego miesiąca wzbudzając duże zainteresowanie wśród chińskich nabywców - Luxeed zgromadził w tym okresie 30 tysięcy zamówień.

### Dane techniczne
Luxeed R7 zyskał w pełni elektryczny układ napędowy, który wyposażono w jeden lub dwa silniki. Podstawowy wariant zyskał moc 288 KM, z kolei topowy - 489 KM, z czego słabszy połączono z baterią 82 kWh, a mocniejszy - tylko 100 kwH. Dzięki architekturze 800V samochód wyposażono w system szybkiego ładowania, z maksymalnym zasięgiem na jednym ładowaniu od 667 do 855 kilometrów w trybie pomiarowym CLTC.